# グンター・シュリエルカンプ
グンター・シュリエルカンプ(Gunter Schlierkamp, 1970年2月2日 - ）は、ドイツノルトライン＝ヴェストファーレン州コースフェルト郡オルフェン出身の、1990年代から2000年代半ばに活躍したボディビルダー。

## 来歴
労働を重視しスポーツを無駄と軽蔑する農家の両親のもとで生まれ育ち、幼少期は農場の手伝いで体を作った。
12歳の時にアーノルド・シュワルツェネッガーに憧れ、16歳の時にフィットネスジムに入会。
1990年ボディビルデビュー。1993年IFBBプロカード取得。1996年アメリカ合衆国に移住。最高位はミスター・オリンピア4位(2005年)。2006年引退
引退後は俳優業に挑戦していた。

## 人物
ミスター・オリンピア優勝は果たせなかったが、ケビン・レブローニ、フレックス・ウィラー、ショーン・レイなどの強豪がひしめく「ボディビル黄金期」を戦い抜いた人物として知られる。
現役時代は良質な蛋白質や複合炭水化物、野菜や果物などを中心に食事メニューを作っていた。